# Jaap ter Haar

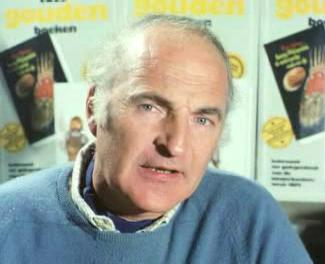
Jaap ter Haar im Jahre 1974

Jaap ter Haar (* 25. März 1922 in Hilversum; † 26. Februar 1998 in Laren) war ein niederländischer Schriftsteller.
Jaap ter Haar machte 1940 Abitur. Er arbeitete als Büroangestellter, bevor er die Niederlande nach der deutschen Besetzung im Zweiten Weltkrieg verließ. In Frankreich trat er der Résistance bei. Nach Kriegsende kehrte er in seine Heimat zurück und leistete freiwillig seinen Militärdienst bei der Königlichen Marine. Anschließend wechselte er zum Rundfunk, wo er zunächst als Korrespondent und dann in der Programmproduktion für überseeische Radiostationen verantwortlich war.
Er verfasste bereits in seiner Freizeit Kurzgeschichten, Hörspiele, Fernsehstücke und Drehbücher. Ab 1954 machte er das Schreiben zu seinem Hauptberuf. Bekannt wurde er vor allem als Kinder- und Jugendbuchautor.
In seinem Roman Behalt das Leben lieb (nl: Het wereldje van Beer Ligthart) erzählt Jaap ter Haar von dem 13-jährigen Berend Ligthart, genannt Beer, der aufgrund eines Verkehrsunfalles erblindet. Die Hauptperson dieses Jugendbuchs lernt allen Schwierigkeiten zum Trotz damit umzugehen und entdeckt das Leben neu. Das Buch wurde 1974 mit dem Gouden Griffel und 1976 mit dem Buxtehuder Bullen ausgezeichnet. Es wurde von Hans Joachim Schädlich ins Deutsche übersetzt.
Oleg oder Die belagerte Stadt handelt von dem Elend der Zivilbevölkerung während des Zweiten Weltkrieges. Aus Sicht des zwölfjährigen Protagonisten Oleg wird die Grausamkeit des Krieges herausgestellt. Der Roman ist ein Plädoyer für den Pazifismus.
Jaap ter Haars Kinder- und Jugendbücher wurden in viele Sprachen übersetzt.